# 毛利匡邦
毛利 匡邦（もうり まさくに）は、長門国清末藩4代藩主。

## 生涯
宝暦11年（1761年）10月2日、第3代藩主・毛利政苗の七男として江戸で生まれる。兄たちが次々と早世したため、宝暦13年（1763年）2月に世子となり、安永4年（1775年）7月29日の父の隠居で家督を継いだ。12月に従五位下、讃岐守に叙任している。
藩政においては天明7年（1787年）に藩校・育英館を創設し、民政や人材登用など、様々な藩政改革を行なったが、この改革が逆に財政悪化を招き、遂には改革反対派の家臣と対立する有様となった。
このような中で、長男・匡民の早世により、文化15年（1818年）3月4日、養子の政明に家督を譲って隠居したが、その政明がすぐに死去したため、政明の養子・元世を婿養子として跡を継がせた。
天保3年（1832年）10月7日に江戸で死去した。享年72。

## 系譜
- 父：毛利政苗（1718-1781）
- 母：妙心院 - 平井氏
- 正室：長子 - 毛利重就の娘
- 継室：慈明院（?-1796） - 吉田良倶の娘
  - 長女：某（?-1796）
- 継々室：寂照院（1777-1835） - 日野資矩の養女
  - 長男：毛利匡民（1800-1817）
- 側室：木村氏
  - 次女：章子（1803-1854） - 毛利元義養女、毛利元世正室
  - 三女：光子（1806-1821）
  - 次男：毛利時亮（1809-1816）
  - 三男：予三郎（1815-1817）
- 養子
  - 男子：毛利政明（1790-1818） - 増山正賢の次男